# Cipelah
Cipelah is een bestuurslaag in het regentschap Bandung van de provincie West-Java, Indonesië. Cipelah telt 8057 inwoners (volkstelling 2010).